# Paraulopus maculatus
Espèce
Statut de conservation UICN

 DD 29 janvier 2019 : Données insuffisantes
Paraulopus maculatus est une espèce de poissons marins téléostéens de la famille des Paraulopidae.

## Systématique
L'espèce Paraulopus maculatus a été décrite pour la première fois en 1967 par le zoologiste allemand Adolf Kotthaus (d), sous le protonyme Chlorophthalmus maculatus.
Le nom valide complet (avec auteur) de ce taxon est Paraulopus maculatus (Kotthaus, 1967).

### Synonymie
Selon Catalogue of Life (12 avril 2025) et World Register of Marine Species (12 avril 2025) :
- Chlorophthalmus maculatus Kotthaus, 1967

## Description
Paraulopus maculatus possède un corps allongé qui varie entre 8,21 et 17,3 cm, pour une masse variant entre 20,4 et 34,9 g.
Comme la plupart des aulopiformes, l'espèce est munie d'yeux orientés vers le haut, plus précisément dorso-latéralement.
Les membres de cette espèce possèdent également une mâchoire prognathe et une langue garnie d'une à deux rangées de petites dents caniniformes.

## Répartition
Cette espèce se croise au large de l’Inde, dans l’Océan Indien, à des profondeurs variant de 178 à 290 m.

## Étymologie
Son épithète spécifique, maculatus du latin « măcŭlō » tacheter, en référence aux taches noires présentes sur le corps de l'espèce.